# Борисенко, Вероника Ивановна
Верони́ка (Ве́ра) Ива́новна Борисе́нко (1918—1995) — советская оперная певица (меццо-сопрано), педагог. Народная артистка РСФСР (1959). Лауреат Сталинской премии первой степени (1948).

## Биография
Родилась 16 января 1918 года в семье железнодорожника и ткачихи.
Окончив семилетку, поступила в театр рабочей молодёжи в Гомеле. Во время спевок хора, разучивавшего массовые песни, её яркий голос легко перекрывал звучание хора. На выдающиеся вокальные данные девушки обратил внимание директор Гомельского музыкального техникума, который настоял на том, чтобы Вера Ивановна училась пению.

### Военные годы
Обучение продолжилось в Минской консерватории, но Великая Отечественная война прерывала занятия. Вместе с группой студентов и преподавателей Минской консерватории Вера работала в прифронтовой бригаде.
Спустя некоторое время она, по настоянию педагогов, отправилась доучиваться в Свердловск в Уральскую консерваторию им. Мусоргского, которую окончила в 1943 году (класс профессора Е. Е. Егорова). По окончании консерватории Вероника Ивановна стажировалась на сцене Свердловского театра оперы и балета, дебютировав в партии Ганны в «Майской ночи» Римского-Корсакова.
Спустя ещё два года она стала аспиранткой Киевской консерватории (класс Д. Г. Евтушенко) и солисткой Киевского театра оперы и балета. В 1945 году на Всесоюзном конкурсе музыкантов-исполнителей Борисенко — первой из вокалистов — было присвоено звание лауреата. И жюри (под председательством Валерии Владимировны Барсовой), и слушатели конкурса, переполнявшие в тот день Большой зал Всероссийского театрального общества, были захвачены исполнением Борисенко арии Вани из оперы Глинки «Иван Сусанин».

### После войны. Большой театр
В декабре 1946 года, после победы в конкурсе, её пригласили в Большой театр, где она дебютировала в партии Ганны и где проработала до 1977 года. За первые три года пребывания в Большом театре Борисенко спела такие партии, как Полина в «Пиковой даме» и Любовь в «Мазепе» Чайковского, Любава в «Садко» Римского-Корсакова, Кончаковна в «Князе Игоре» Бородина, Марфа в «Хованщине» Мусоргского. В 1947 году Вероника Ивановна получила 1-ю премию Всемирного фестиваля молодёжи и студентов в Праге, в 1948 году — Сталинскую премию первой степени за исполнение партии Груни в опере А. Н. Серова «Вражья сила» (вместе с другими участниками спектакля). В 1959 году получила звание Народной артистки РСФСР. В начале 60-х годов перешла на исполнении партий второго плана. В 1976 году, в год празднования 200-летия Большого театра, Борисенко была награждена орденом Трудового Красного Знамени.
На сцене Большого театра Вероника Ивановна исполнила более 30 партий в операх русских и зарубежных композиторов. В составе труппы театра неоднократно выезжала на гастроли в страны Европы.
Хотя основной сферой деятельности Борисенко был оперный театр, певица уделяла большое внимание камерному репертуару. В её исполнении часто звучали романсы Глинки и Даргомыжского, Чайковского и Рахманинова, произведения Генделя, Вебера, Листа и Массне.
Вероника Ивановна Борисенко умерла в 1995 году в Москве. Похоронена на Манихино-Троицком кладбище под Москвой.

## Оперные партии
- «Кармен» Ж. Бизе — Кармен
- «Князь Игорь» А. П. Бородина — Кончаковна
- «Аида» Дж. Верди — Амнерис
- «Риголетто» Дж. Верди — Маддалена
- «Фауст» Ш. Гуно — Зибель
- «Русалка» А. С. Даргомыжского — Княгиня
- «Хованщина» М. П. Мусоргского — Марфа
- «Борис Годунов» М. П. Мусоргского — Марина Мнишек, Шинкарка, Мамка Ксении
- «Война и мир» С. С. Прокофьева — Ахросимова
- «Семен Котко» С. С. Прокофьева — Хивря
- «Майская ночь» Н. А. Римского-Корсакова — Ганна
- «Снегурочка» Н. А. Римского-Корсакова — Весна
- «Садко» — Н. А. Римского-Корсакова — Любава
- «Царская невеста» Н. А. Римского-Корсакова — Любаша, Петровна
- «Псковитянка» Н. А. Римского-Корсакова — Власьевна
- «Вражья сила» А. Н. Серова — Груня
- «Мазепа» П. И. Чайковского — Любовь
- «Чародейка» П. И. Чайковского — Княгиня
- «Пиковая дама» П. И. Чайковского — Полина, Миловзор, Графиня
- «Евгений Онегин» П. И. Чайковского — Ольга, Филипьевна

## Награды и звания
- Лауреат Всесоюзного конкурса музыкантов-исполнителей (1945)
- Первая премия Всемирного фестиваля молодёжи и студентов в Праге (1947)
- Заслуженная артистка РСФСР
- Народная артистка РСФСР (1959)
- Лауреат Сталинской премии Первой степени (1948)
- Орден Трудового Красного Знамени (1976)

## Дискография
- Джузеппе Верди — «Риголетто» — партия Маддалены, запись 1947 года, хор Большого театра, оркестр Всезоюзного Радио, дирижёр Самуил Самосуд (партнёры — Андрей Иванов, Иван Козловский, Ирина Масленникова и др.).
- Александр Серов — "Вражья сила" — партия Груни, запись 1947 года (фрагменты), хор и оркестр Большого театра, дирижер Кирилл Кондрашин (партнеры — Алексей Иванов, Наталья Соколова, Елизавета Антонова и др.).
- Пётр Чайковский — «Пиковая дама» — партия Полины, запись 1948 года, хор и оркестр Большого театра, дирижёр Александр Мелик-Пашаев (партнёры — Георгий Нэлепп, Евгения Смоленская, Павел Лисициан, Евгения Вербицкая, Алексей Иванов и др.).
- Николай Римский-Корсаков — «Майская ночь» — партия Ганны, запись 1948 года, хор и оркестр Большого театра, дирижёр Василий Небольсин (партнёры — Сергей Лемешев, Сергей Красовский, Ирина Масленникова, Евгения Вербицкая и др.).
- Александр Бородин — «Князь Игорь» — партия Кончаковны, запись 1949 года, хор и оркестр Большого театра, дирижёр — Александр Мелик-Пашаев (партнёры — Андрей Иванов, Евгения Смоленская, Сергей Лемешев, Александр Пирогов, Марк Рейзен и др.).
- Жорж Бизе — «Кармен» — партия Кармен, запись 1953 года, хор и оркестр Большого театра, дирижёр Василий Небольсин (партнёры — Георгий Нэлепп, Елизавета Шумская, Алексей Иванов и др.).
- Юрий Шапорин — «Декабристы» — партия Стеши, запись 1954 года, хор и оркестр Большого театра, дирижёр Александр Мелик-Пашаев (партнёры — Алексей Иванов, Александр Пирогов, Иван Петров, Георгий Нэлепп, Александр Огнивцев и др.).
- Пётр Чайковский — «Чародейка» — партия Княгини, запись 1955 года, хор и оркестр Всесоюзного Радио, совместная запись солистов Большого театра и Всесоюзного Радио, дирижёр Самуил Самосуд (партнёры — Наталья Соколова, Георгий Нэлепп, Михаил Киселёв и др.).
- Николай Римский-Корсаков — «Снегурочка» — партия Весны, запись 1957 года, хор и оркестр Большого театра, дирижёр Евгений Светланов (партнёры — Вера Фирсова, Галина Вишневская, Алексей Кривченя, Лариса Авдеева и др.).
- Александр Даргомыжский — «Русалка» — партия Княгини, запись 1958 года, хор и оркестр ГАБТа, дирижёр Евгений Светланов (партнёры — Алексей Кривченя, Евгения Смоленская, Иван Козловский, Маргарита Миглау и др.).
- Модест Мусоргский — «Борис Годунов» — партия Шинкарки, запись 1962 года, хор и оркестр Большого театра, дирижёр Александр Мелик-Пашаев (партнёры — Иван Петров, Георгий Шульпин, Марк Решетин, Владимир Ивановский, Ирина Архипова, Евгений Кибкало, Алексей Иванов и др.).
- Николай Римский-Корсаков — «Царская невеста» — партия Петровны, запись 1973 года, хор и оркестр Большого театра, дирижер Фуат Мансуров (партнёры — Владимир Валайтис, Ирина Архипова, Галина Вишневская, Владимир Атлантов, Евгений Нестеренко, Г.Борисова и др.).
- С. С. Прокофьев — «Семён Котко» — Хивря, запись 1973 года, хор и оркестр Большого театра, дирижёр — Геннадий Рождественский (партнёры — Владимир Атлантов, Артур Эйзен, Галина Вишневская, Юрий Мазурок, Елена Образцова, Владимир Валайтис и др.).

## Память
- Имя на памятнике известным уроженцам Ветковского района. Памятник в форме раскрытой книги установлен в городе Ветка, Гомельская область, Белоруссия.